# Каруна
Каруна (палі, санскр. — «співчуття») — категорія буддійської філософії, що означає перевагу співчуття людям та іншим живим істотам.

## В Тхераваді
В текстах Палійського канону каруна, поряд з дружелюбністю, співрадістю та незворушністю, відноситься до чотирьох досконалих, призначених для культивування намірів (перші дві вважаються допоміжними по відношенню до двох останніх - основним). У коментарі до стародавньої збірки дидактичної поезії і прози Сутта-ніпаті каруна тлумачиться як бажання позбавити інших людей від нещастя і страждання, майтрі — як бажання принести їм благополуччя і радість, і, таким чином, чітко проводиться «негативна» і «стверджувальна» акцентування двох аспектів альтруїстичної практики. Співчуття поряд з трьома названими досконалими станами свідомості неодноразово фігурує в Абгідгармічних текстах. Ця четвірка супроводжує медитативні вправи, а її складові іменуються чотирма «безмежними речами», також співвідносними з медитативною практикою. При цьому істотно різні велике співчуття (магакаруна) Будди та співчуття звичайних людей: перше реалізується тільки на четвертій стадії медитації-дг'яни та існує в тілі «великої людини», народженого на материку Джамбудвіпа.

## В Махаяні
В буддизмі махаяни каруна — перша чеснота того, хто прагне слідувати шляхом
бодгісаттв, практично відповідна першій «досконалості» (параміта) - щедрості (дана). Махаяністи неодноразово цитували Дгармасамґіта-сутру, по якій всі дії бодгісаттв, що здійснюються тілом, словом чи думкою, направляються співчуттям до всіх живих істот. Тут же стверджується, що бодгісаттві немає необхідності вдосконалюватися у всіх чеснотах, цілком достатньо однієї - Каруни. У махаянских текстах вона описується і «позитивно», як любов до всіх істот, і уподібнюється любові матері до дитини, але при цьому підкреслюється, що на відміну від звичайної любові-прихильності каруна не вкоренилася в дихотоміях (перша з яких «своє - чуже» ) і не є еґо-центричною. Різниця і в тому, що звичайна любов пов'язана з незнанням і часто породжує ненависть. Безпристрасність Каруни, однак, ніяк не заважає махаяністам протиставляти її нормам моральної поведінки. Популярністю, зокрема, користувалась розповідь про прийняття на себе обітниці доброчесності подвижника Джйоті, який з почуття жалю вирішив задовольнити любовну пристрасть жінки, яка домагалася його. Зразком співчуття вважається сам Будда; в поєднанні з мудрістю (праджня) співчуття є одним з двох стовпів буддизму, і саме цими чеснотами в першу чергу наділені будди, що становлять «друге тіло» Будди (самбгогакайя). Каруна включається в знамениту обітницю бодгісатви (врата), яка може бути сформульована приблизно так: «Доки існує хоча б одне нещасне створіння на світі, моє щастя не буде повним». Жалісливий аспект шляху бодгісатви підкреслюється в безлічі махаянских пам'ятників, найяскравіше, ймовірно, в Боддгіачар'яаватарі Шантідеві. В махаянському буддизмі популярне поняття "магакаруна" (велике співчуття), співвідносне з самою природою будд. Це "велике співчуття" демонстрували по махаянській міфології, перш за все, Будда Шак'ямуні (історичний Будда), а також будди Вайрочана, Бгайсадж'я-гуру, Амітабга, Акшобг'я. Втіленням каруни вважається також бодгісаттва Авалокітешвара. Допомагаючи людям позбуватися від прив'язаності, ненависті та невігластва, він, згідно погляду Махаяни та Ваджраяни, полегшує їм звільнення від подальших перевтілень. Популярним є його зображення у вигляді «Одинадцятиголового з великим співчуттям» (екадашамагакаруніка): так багато голів йому необхідно для того, щоб ніде в світі не пропустити страждання і негайно прийти на допомогу стражденним (для більшого успіху в цій справі він наділений ще й очима на кожній з тисячі своїх рук). Серед понять Махаяни, близьких Каруні, можна виділити пуньякшетру («поле заслуги»), або ж співчуття (як щедрість) найбільшою мірою приносить заслугу (пунья). 
Онтологічна підкладка обітниці співчуття трактується у Шантидеві та інших філософів і поетів Махаяни у вигляді подання про буттєву єдність себе та інших (паратмасамата) і «взаємозамінності
» себе та іншого (паратмапарівартана), так що об'єкт А може прийняти страждання об'єкта В. На справді ж, однак, ми маємо справу з парадоксом: ніхто не може бути ні в єдності з іншим, ні прийняти його страждання, оскільки буддизм, заперечуючи особистісну ідентичність людини, не дозволяє бачити реальності ні в «собі», ні в «іншому». Розуміючи це, буддисти не тільки пов'язували вчення про співчуття з вченням про «порожнечі» (шуньята), але і наполягали (як мадг'яміки) на їх тотожність. У Шікшасамуччая (Зведення настанов) Шантидеви стверджується, що енергетика людини спирається на досконалість щедрості, яка, в свою чергу, вкорінена в порожнечі і співчутті. «Я» та «інший», приємне і неприємне, гарне і погане та навіть страждання і звільнення, тобто всі складові «етики співчуття» відносяться лише до сфери відносної, обумовленої істини, тоді як на рівні безумовної істини цих розмежувань не існує.